# Furukawa Roppa

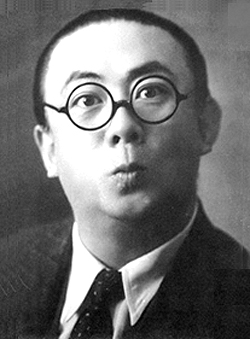
Furukawa Roppa

Furukawa Roppa (japanisch 古川 緑波; geboren 13. August 1903 in Tokio; gestorben 16. Januar 1961 daselbst) war ein japanischer Komödiant, Herausgeber und Essayist.

## Leben und Wirken
Furukawa Roppa war der 6. Sohn des Barons und Mitglied des Oberhauses Katō Terumaro (加藤 照麿), wuchs dann als Adoptivsohn der Furukawa-Familie auf. Er wurde im Alter von 18 Jahren professioneller Filmkritiker und  brach sein Studium an der Waseda-Universität ab. Er wurde Mitarbeiter des populären Filmmagazins „Eiga jidai“ (映画時代). Angeregt von Kikuchi Kan wechselte er zur Schauspielerei und schloss sich 1932 einer musikalischen Revue als Komödiant an. Im folgenden Jahr organisierte er, zusammen mit Watanabe Atsushi (渡辺 篤; 1898–1977) und Tokugawa Musei (1894–1971), das „Warai no Ōkoku“ (笑いの王国), das „Königreich des Gelächters“, eine Veranstaltungsreihe, die sich mit Parodien auf Geschehnisse der Gegenwart beschäftigte. 1935 stellte er seine eigene Truppe zusammen. Im folgenden Jahrzehnt erschien Roppa in zahlreichen Bühnen- und Filmauftritten.
Roppa hatte einen großen Erfolg mit Enomoto Ken’ichi in Kikuta Kazuos Bearbeitung des altüberlieferten „Tōkaidōchū Hizakurige“ von Jippensha Ikku, aber danach war er nicht mehr so gefragt. Ihm blieben nur noch unterstützende Rollen in Filmkomödien. Immerhin blieb er bekannt im Radio mit der Personalisierung von berühmten Leuten. Während seiner ganzen Karriere als Komödiant führte er seine Arbeit als Unterhaltungskritiker und Journalist weiter.
Nach Furukawas Tod wurde im Jahr 1962 „Furukawa Roppa Shōwa nikki“ (古川ロッパ昭和日記) in vier Bänden publiziert.